# 桑格羅河

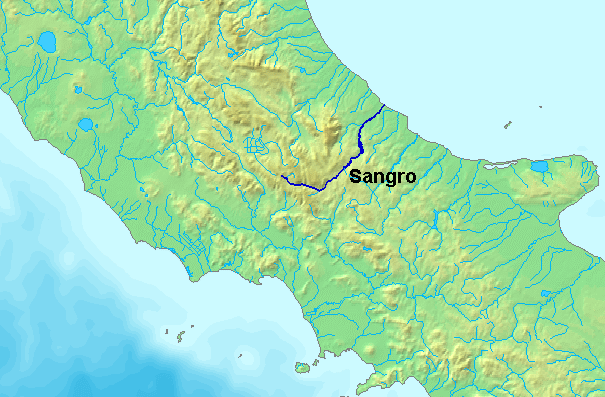

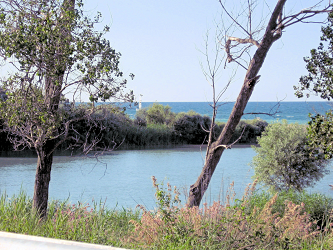

桑格羅河是意大利的河流，位於該國中東部，河道全長122公里，流域面積1,545平方公里，平均流量每秒20立方米，發源自亞平寧山脈，最終注入亞得里亞海。
42°14′N 14°32′E / 42.233°N 14.533°E